# 師岡正雄のショウアップナイター編集部!
師岡正雄のショウアップナイター編集部!（もろおかまさおのショウアップナイターへんしゅうぶ!）は、ニッポン放送で2007年10月6日から2008年3月29日まで放送されていたスポーツバラエティ番組。

## 番組概要
ニッポン放送は、2007年の週末ナイターオフ夕方ワイド番組枠をローカル枠のみで編成し、パーソナリティにはショウアップナイターの実況担当であり、前年度のナイターオフ枠でアシスタントを務めた師岡が担当。
番組構成は、ナイターオフ期のショウアップナイター関連情報や各種スポーツの最新情報をベースに、内包番組や楽曲を流す構成である。
そのため、後年のナイターオフ番組でも、企画として用いている、師岡のキャラクターの1つである「きくざわかんくろう」が誕生した。

## 出演者
肩書き無しはニッポン放送のアナウンサー

### 放送終了時点

#### パーソナリティ
- 師岡正雄（当時：ニッポン放送アナウンサー）

#### アシスタント
- 新保友映（当時：ニッポン放送アナウンサー）
- 清水久嗣※競馬コーナーのみの登場

### 過去
師岡欠席時の代理パーソナリティ
- 松本秀夫（当時：ニッポン放送アナウンサー） - 2007年10月6日

## コーナー
- ヤナセスタートーク（18:30頃）
- マニフレックスプレゼンツ 青木宣親ドリームファクトリー（19:30頃）
- きくざわかんくろうの新曲発表
- ニュース・天気予報